# Trabelsdorf
Trabelsdorf ist ein Gemeindeteil von Lisberg im oberfränkischen Landkreis Bamberg in Bayern. Der Sitz der Verwaltungsgemeinschaft Lisberg befindet sich im Schloss Trabelsdorf. Der ehemals ritterschaftliche Ort war bis 1978 eine Gemeinde.

## Geschichte

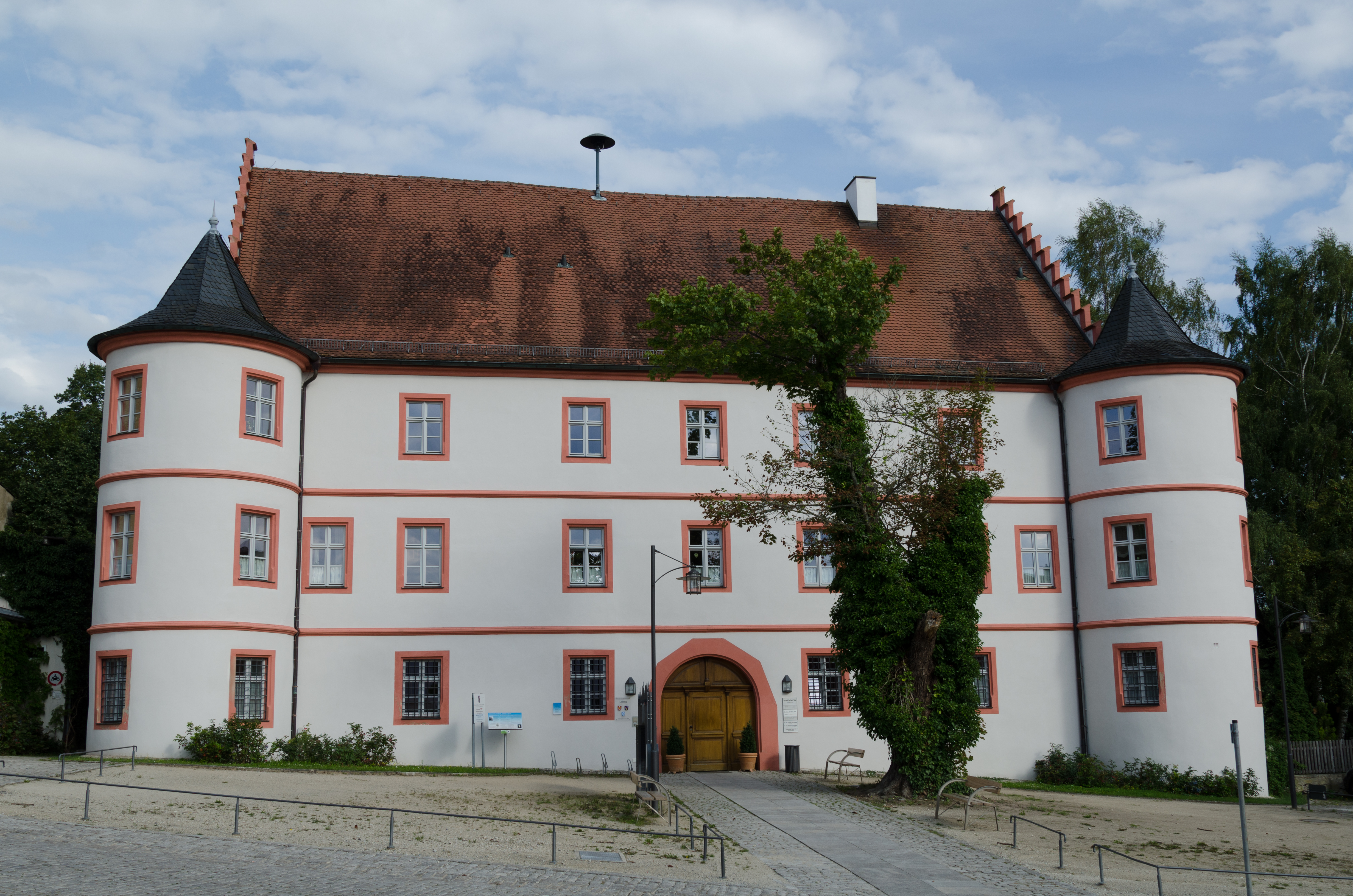
Schloss Trabelsdorf

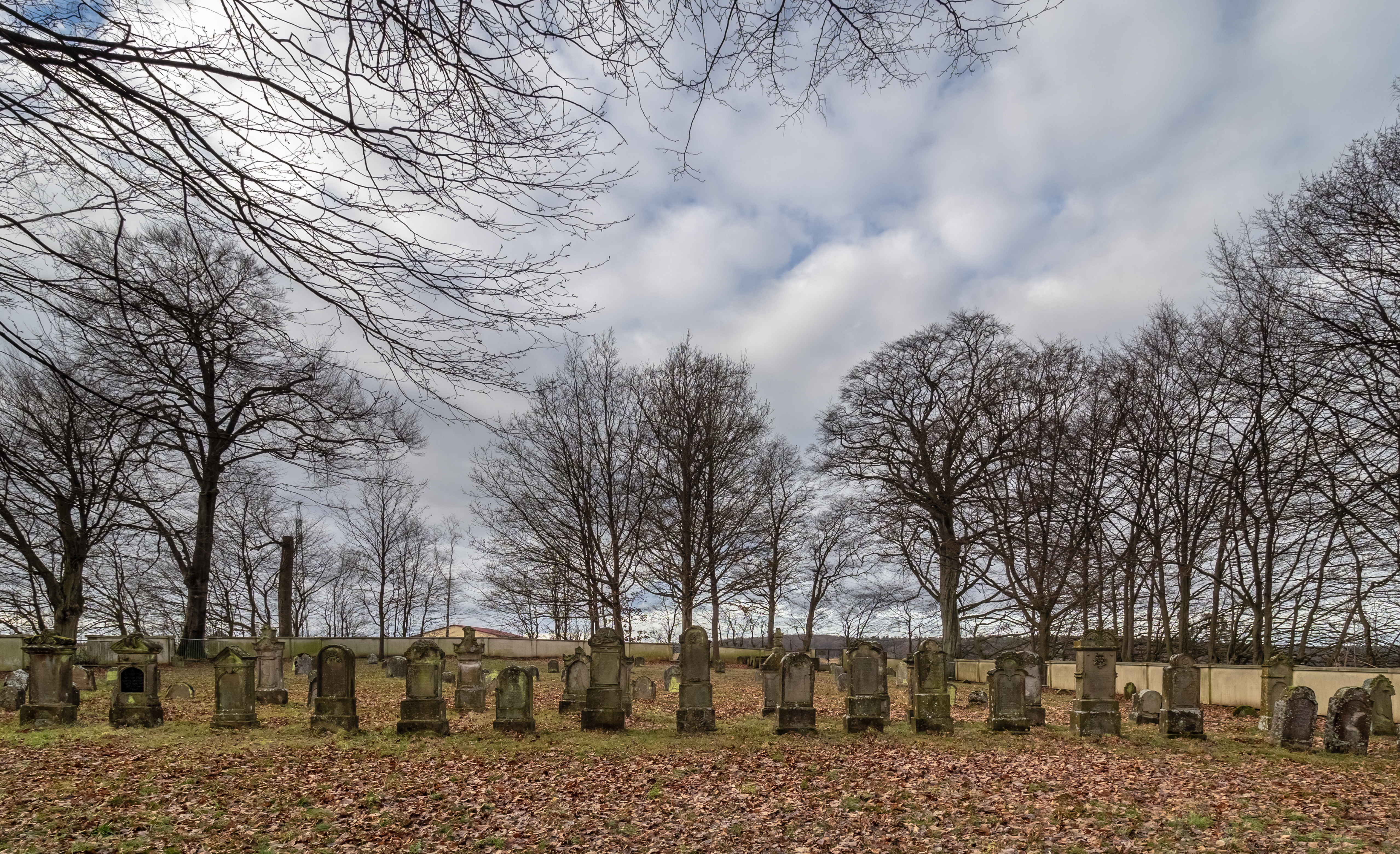
Jüdischer Friedhof

Laut einer Schenkungsurkunde des Grafen Berthold Berchtheim, der sein Landgut bei „Trageboldestorf“ dem Kloster Michelsberg zu Bamberg schenkte, datiert es aus der Zeit des Bischofs Otto I. (1102–1139).
Später übernahmen die Herren von Thüngfeld die Burg Lisberg und Trabelsdorf in ihren Besitz. Mit dem Aussterben der Familie von Thünfeld/Lisberg kam Trabelsdorf an die Familie Miltz. Im Jahr 1536 übernahm die Familie von Münster Trabelsdorf zu Lehen. Die Reformation wurde eingeführt und Eyrich von Münster ließ 1570 eine Kirche erbauen. Trabelsdorf ist mit mehreren anderen ritterschaftlichen Orten eine evangelische Enklave im katholisch geprägten Gebiet.
Die Familie von Münster veräußerte 1664 Gut und Herrschaft von Trabelsdorf-Dankenfeld an die Familie Marschalk von Ostheim. Die damals noch bestehende Wasserburg wurde um 1700 abgebrochen und durch das noch bestehende Schloss ersetzt. In diesem Schlossgebäude war die Dichterin Charlotte von Kalb (1761–1843), Seelenfreundin Friedrich Schillers und anderer großer deutscher Dichter, häufig zu Gast. Das Rittergut Trabelsdorf blieb bis 1874 in Eigentum der Familie Marschalk von Ostheim, bis es durch Verkauf in andere private Hände gelangte.
Nach der Eingemeindung, die am 1. Mai 1978 wirksam wurde, erwarb die Gemeinde Lisberg das Schloss und es wurde als Rathaus der 1980 gegründeten Verwaltungsgemeinschaft Lisberg-Trabelsdorf verwendet.

## Geschichte der Juden in Trabelsdorf
Nachweisbar sind Juden in Trabelsdorf seit dem Jahr 1736. 1810 wurde eine Synagoge genannt. Trabelsdorf war seit 1826 an das Distriktsrabbinat Burgebrach angeschlossen. 1904 schloss sich die jüdische Gemeinde Lisberg der von Trabelsdorf an. Insgesamt hatte die Gesamtgemeinde damals elf religionsmündige männliche Mitglieder. Als Walsdorf nur noch sechs Gemeindemitglieder besaß, schloss sich auch diese Gemeinde 1907 der von Trabeldorf an. 1933 unterstand die jüdische Gemeinde Trabelsdorf dem Bezirksrabbinat Bamberg. Die Juden waren in Trabelsdorf nicht auf ein Territorium eingegrenzt, sie wohnten verstreut im Ort. Im April 1942 befanden sich noch zehn Juden im Ort.

### Synagoge
Neben der um 1800 am Ortsrand erbauten Synagoge befanden sich die Schule und die Wohnung des Vorbeters; ein Gemüsegarten rundete den Besitz ab. Um 1870 war die Synagoge so baufällig, dass sie nur durch eine Kollekte zu erhalten war. 1938 wurde sie während der Novemberpogrome geschändet, die Inneneinrichtung zerschlagen, das Gebäude selbst blieb erhalten und gelangte 1940 durch Zwangsverkauf an die bürgerliche Gemeinde Trabelsdorf.

### Schule
Von 1826 bis 1869 gingen die Kinder der jüdischen Gemeinden Trabelsdorf, Lisberg, Walsdorf und Kolmsdorf in die neu gegründete Religionsschule in Kolmsdorf. 1869 wurde die Schule nach Trabelsdorf und Walsdorf verlegt. Die Kinder von Lisberg gingen nach Trabelsdorf. Der Schulraum in Trabelsdorf befand sich im Synagogengebäude. 1884 wurde das Schulzimmer in Trabelsdorf unter Auflassung der Frauentauche in Trabelsdorf wegen der vielen Kinder aus Lisberg in der Größe fast verdoppelt. Die Juden in Lisberg wünschten sich ein eigenes Schulhaus, was verweigert wurde. Nachdem in Trunstadt die Lehrerstelle verwaist war, mussten die dortigen Kinder nach Trabelsdorf zur Schule gehen. Während des Ersten Weltkrieges entfiel der Schulunterricht.

### Distriktsrabbiner
- Loew Levi Kunreuther 1826–1859
- Hartwig Werner, Rabbiner in Bamberg, beauftragt mit der Verwesung des Distriktrabbinats Burgebrach 1859–1905
- Adolf Eckstein, Rabbiner in Bamberg und Verweser des Distriktrabbinats Burgebrach 1905–1933

### Kultusvorstand
- Hayum Heinrich Prölsdorfer bis 1859
- Salomon Löbstein 1859–1861
- Isak Prölsdorfer 1861–1869
- Baruch Reichmansdörfer 1869–1890
- Heß Prölsdorfer 1890–1892
- Alexander Gutmann, 1892–1897
- Sch. Habermann 1901–1905
- Jonathan Kohn 1905 ff.

### Lehrer
- Löw Joseph 1839–1883
- Simon Goldstein 1884–1888
- Alexander Gutmann aus Sulzdorf 1888–1900
- A. Morgenroth, Lehrer in Burgebrach als Aushilfe 1900–1901
- M. Binheim aus Absleben in Preußen 1901–1902
- A. Morgenroth, Lehrer in Burgebrach als Aushilfe 1902
- Josef Wachsmann aus Neusandez bei Lemberg 1902–1903
- Heinrich Reiter 1903–1908
- Grünbaum Aushilfslehrer aus Burgebrach 1908–1914
- Elgutter 1918–1920, Fränkel aus Ebelsbach 1920 ff.

### Friedhof
Die Juden von Trabelsdorf bestatteten ihre Toten in Lisberg.

## Sehenswürdigkeiten

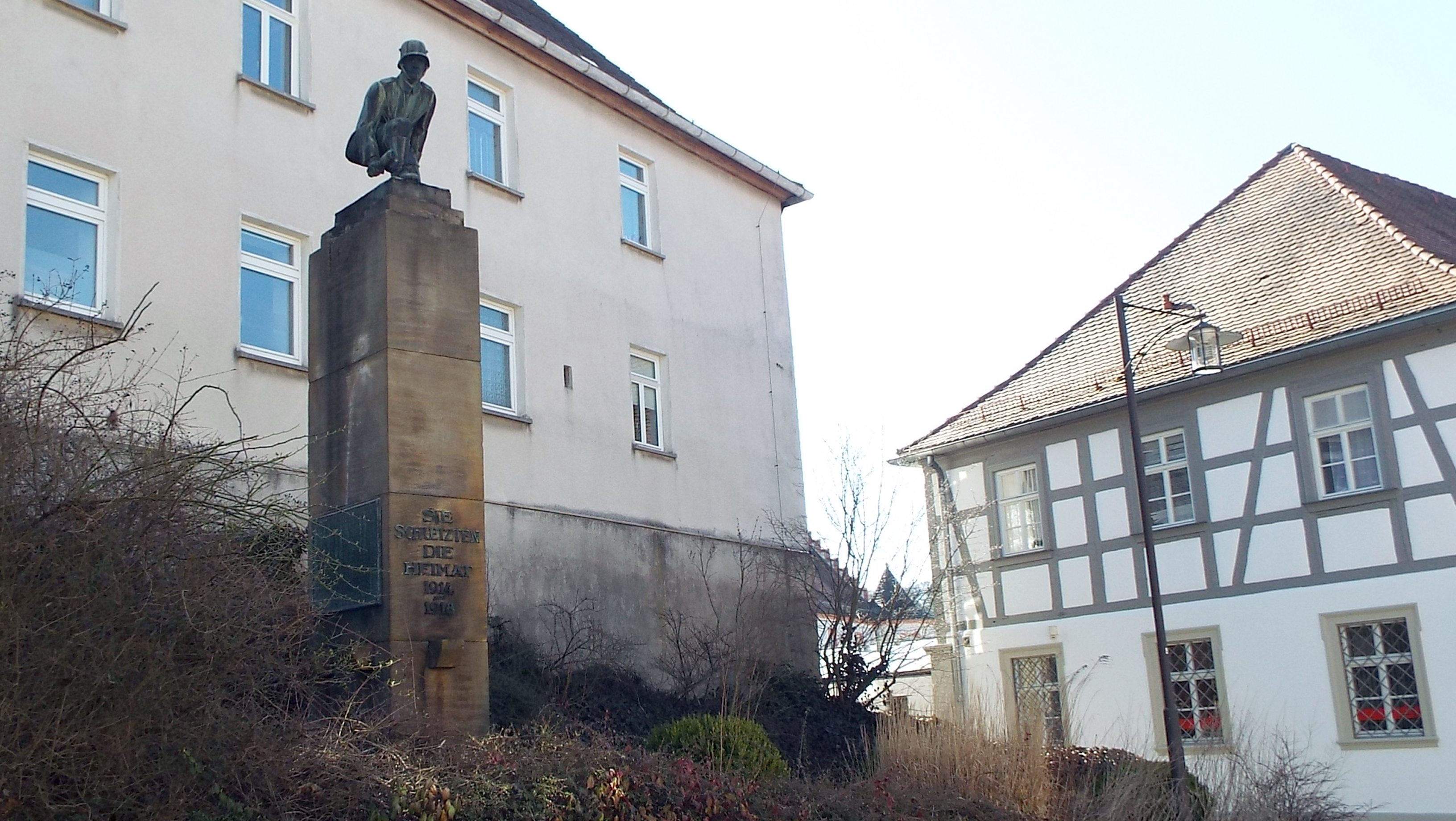
Kriegerdenkmal
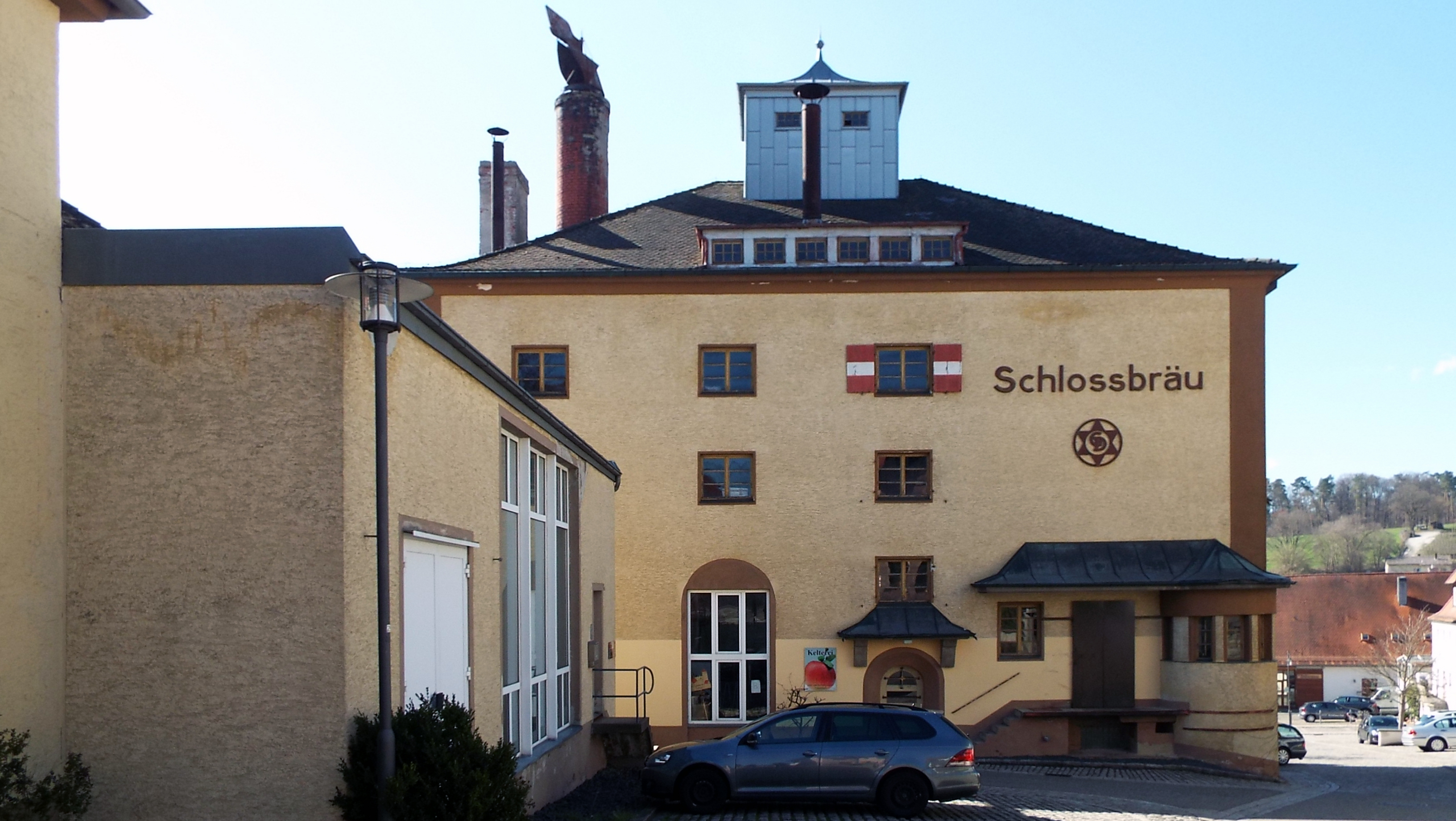
Ehemalige Brauerei
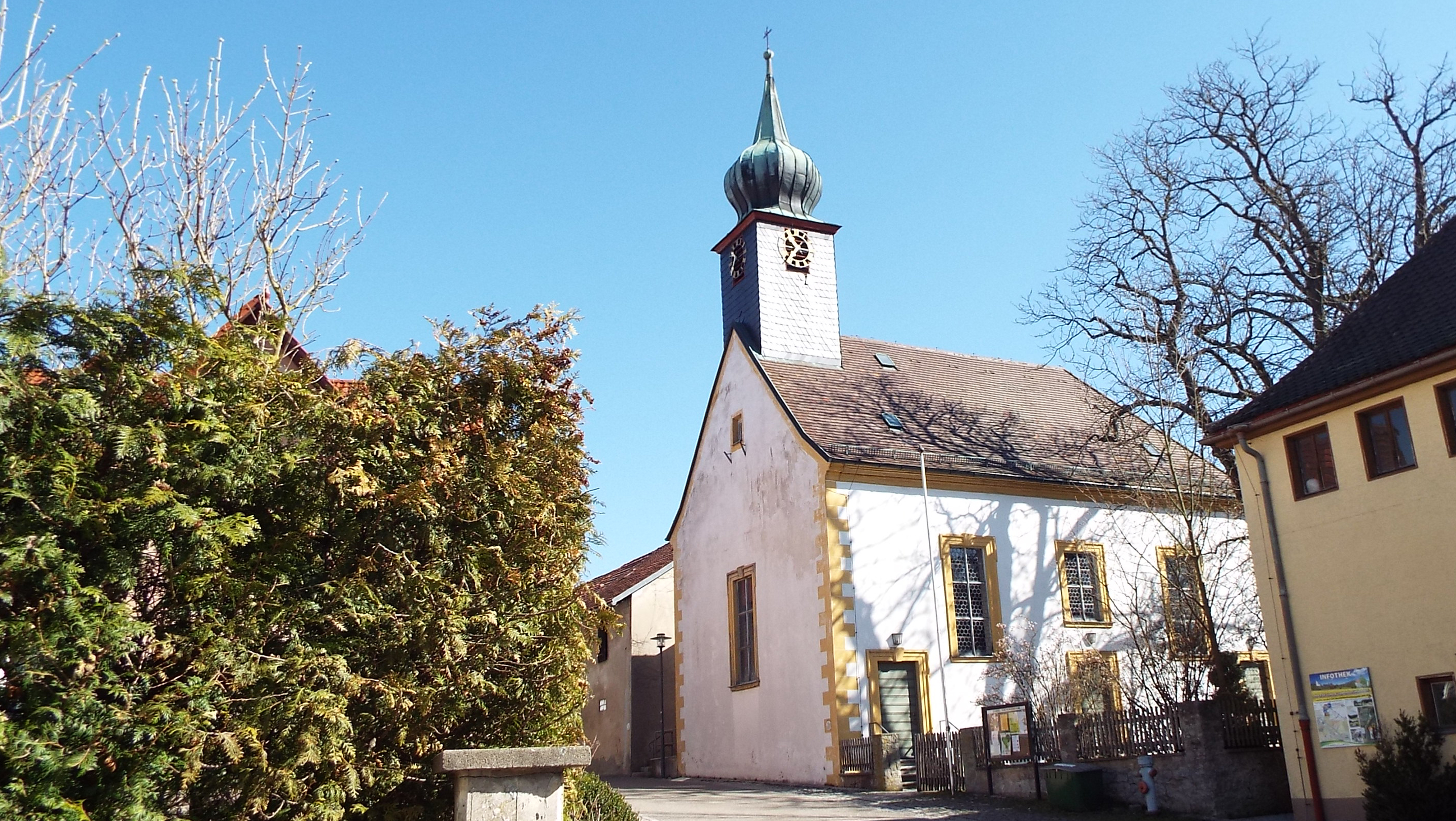
Evangelisch-lutherische Kirche
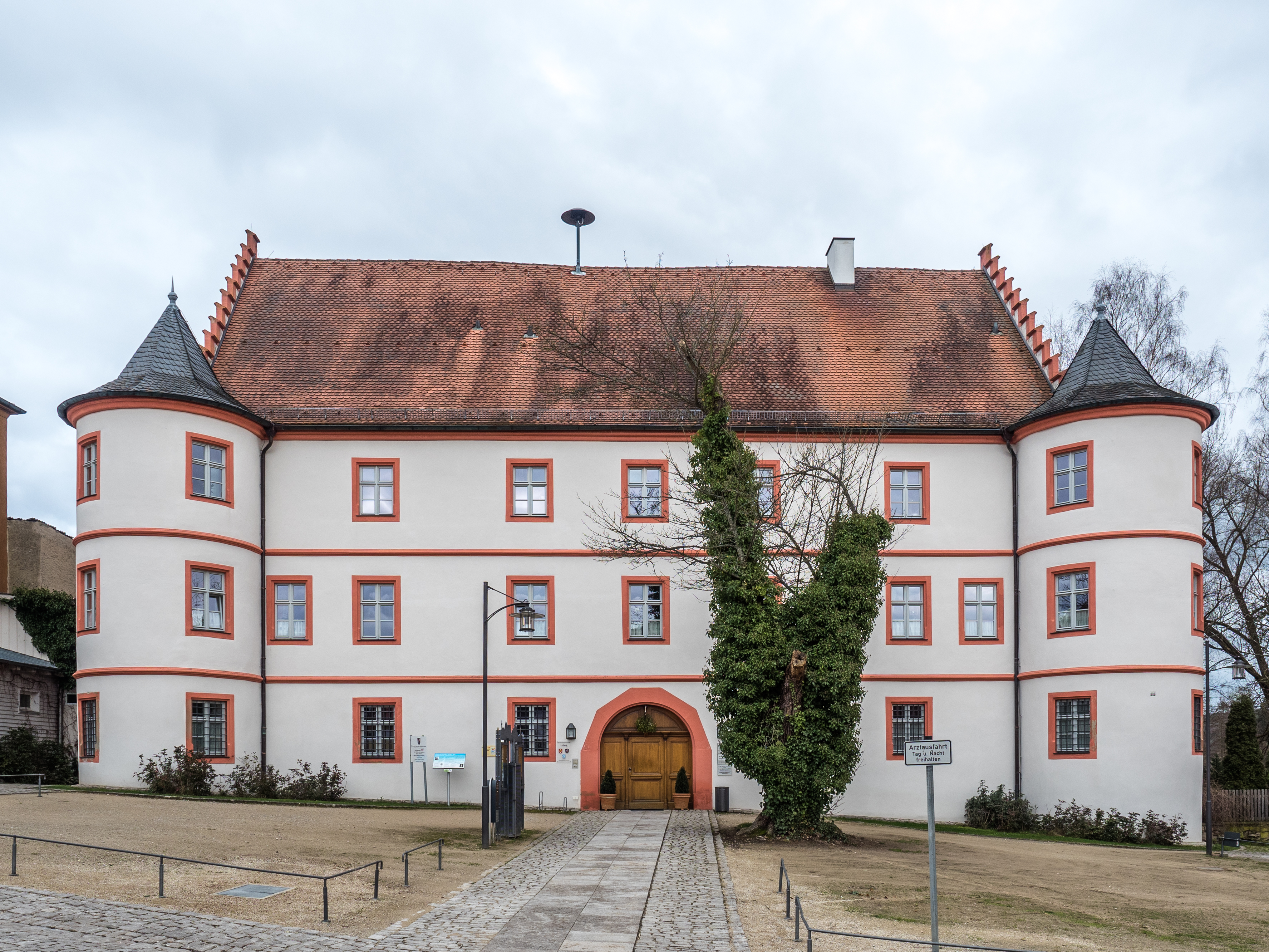
Schloß Trabelsdorf
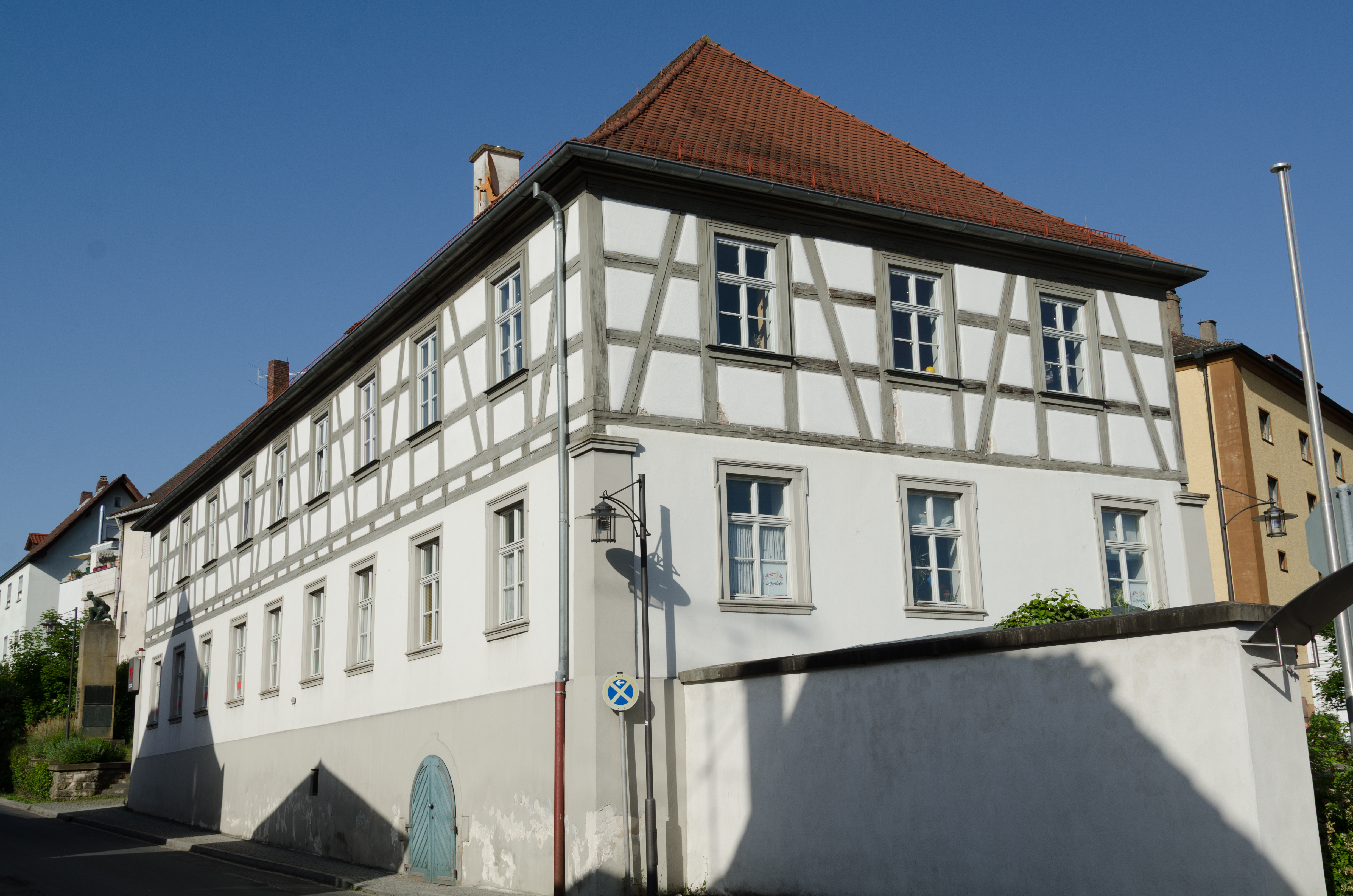
„Mückhaus“ am Schlossplatz
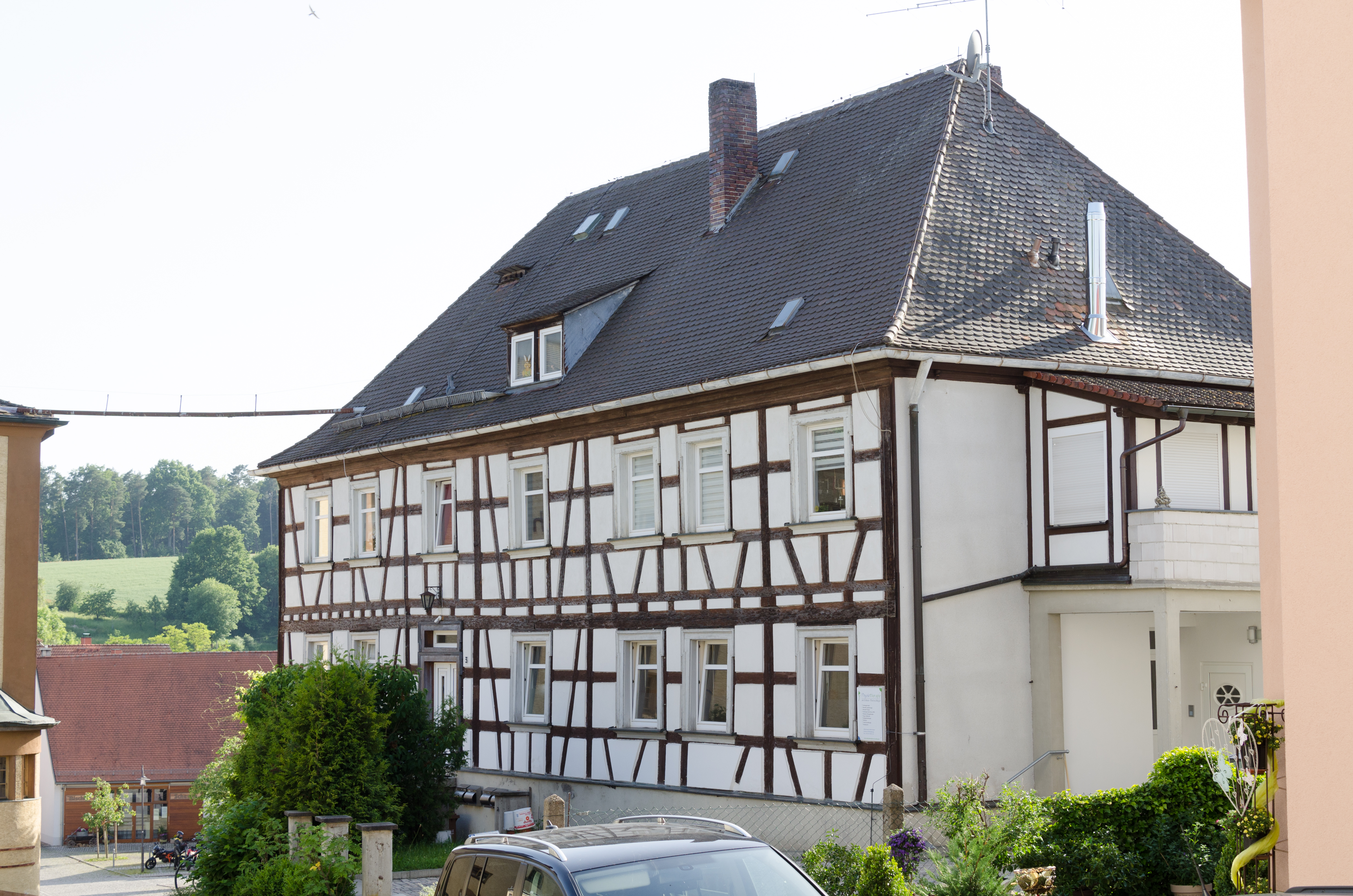
Bauernhaus – Am Schloß 3
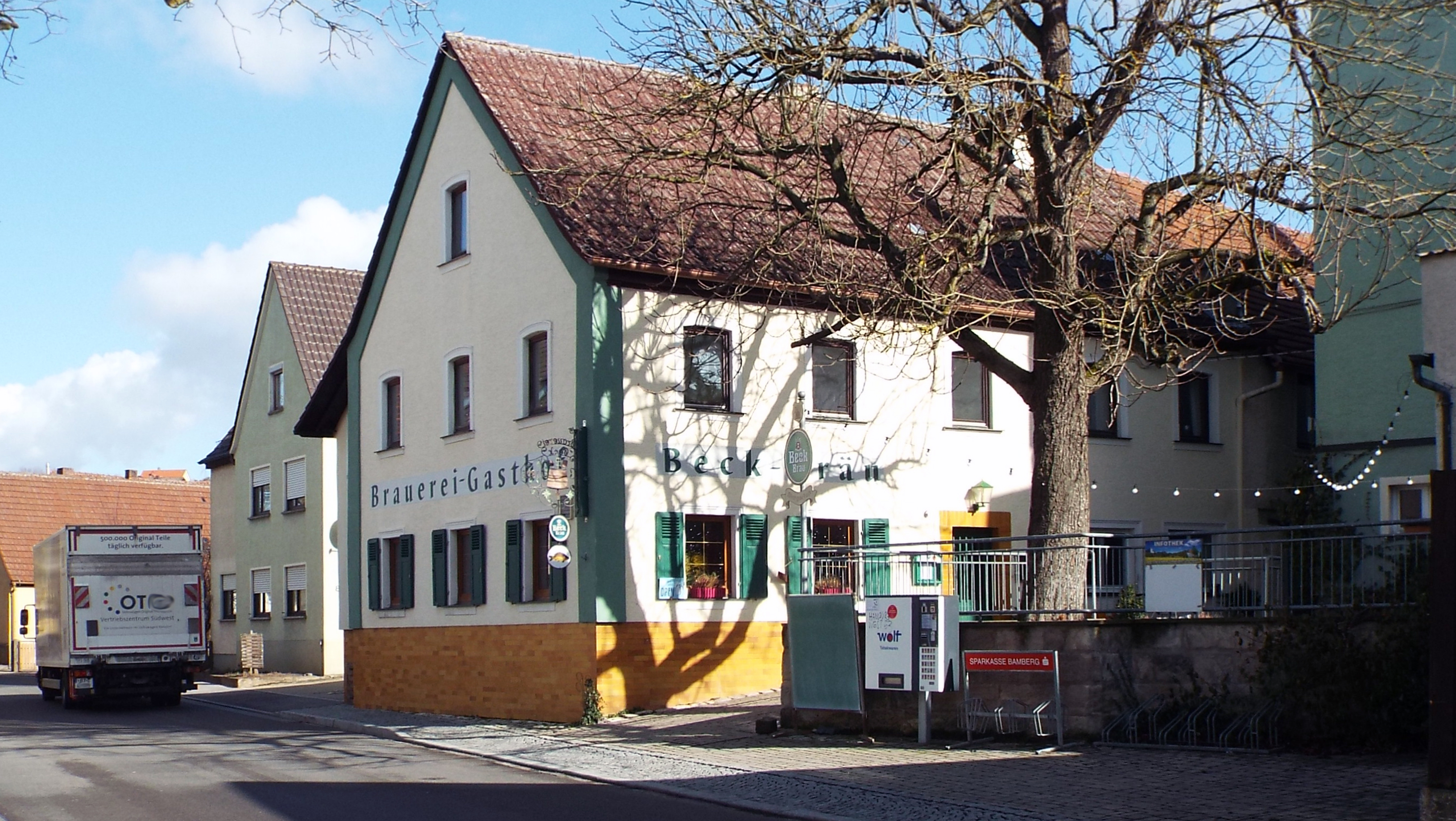
Brauereigaststätte
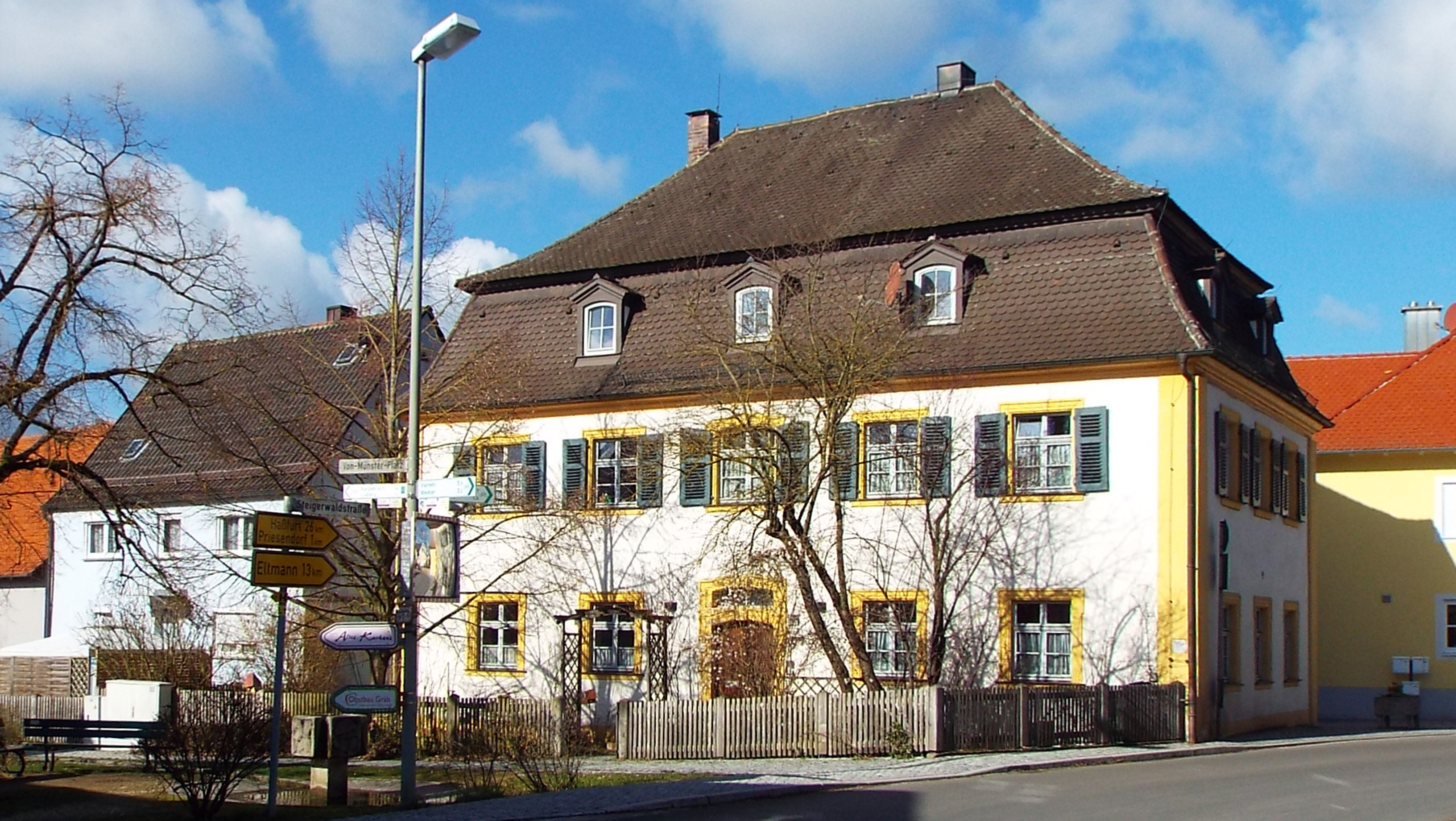
Pfarrhaus

## Persönlichkeiten
- Charlotte Sophia Juliane von Kalb geborene Marschalk von Ostheim (* 1761; † 1843), Schriftstellerin, Seelenfreundin von Friedrich von Schiller
- Emil Marschalk von Ostheim (* 1841 Bamberg; † 1903 in Bamberg); Historiker, Sammler; sein Nachlass liegt im Staatsarchiv Bamberg und in der Staatsbibliothek Bamberg. Er war Eigentümer des Ritterguts Trabelsdorf und Letzter seines Geschlechts.
- Luise Löwenfels (* 1915 Trabelsdorf), ausgebildete Kindergärtnerin; stammend aus einer jüdischen Familie, konvertierte sie 1935 zum Katholizismus und wurde Ordensschwester. Sie trat in die Kongregation der Armen Dienstmägde Jesu Christi (Dernbacher Schwestern) ein und erhielt den Namen Maria Aloysia. Sie wurde am 2. August 1942 an ihrem klösterlichen Wirkungsort in Geleen/Niederlande verhaftet. Über Lager Westerbork gelangte sie nach Auschwitz und verstarb dort am 9. August 1942. Ihr zum Gedenken wurde 2006 in Geleen beim ehemaligen Provinzhaus der Gemeinschaft ein Gedenkstein gesetzt. Die katholische Kirche hat Maria Aloysia Luise Löwenfels als Glaubenszeugen in das deutsche Martyrologium des 20. Jahrhunderts aufgenommen. Am 20. Oktober 2015 eröffnete das Bistum Limburg das Verfahren für ihre Seligsprechung.[5]